# Франкфорт Сквер (Илиноис)
Франкфорт Сквер (енгл. Frankfort Square) насељено је место без административног статуса у америчкој савезној држави Илиноис.

## Демографија
По попису из 2010. године број становника је 9.276, што је 1.51 (19,4%) становника више него 2000. године.
| Група             | 2000.         | 2010.         |
| Белци             | 7.165 (92,3%) | 8.275 (89,2%) |
| Афроамериканци    | 99 (1,3%)     | 115 (1,2%)    |
| Азијати           | 135 (1,7%)    | 144 (1,6%)    |
| Хиспаноамериканци | 312 (4,0%)    | 643 (6,9%)    |
| Укупно            | 7.766         | 9.276         |